# Loch Doon Castle

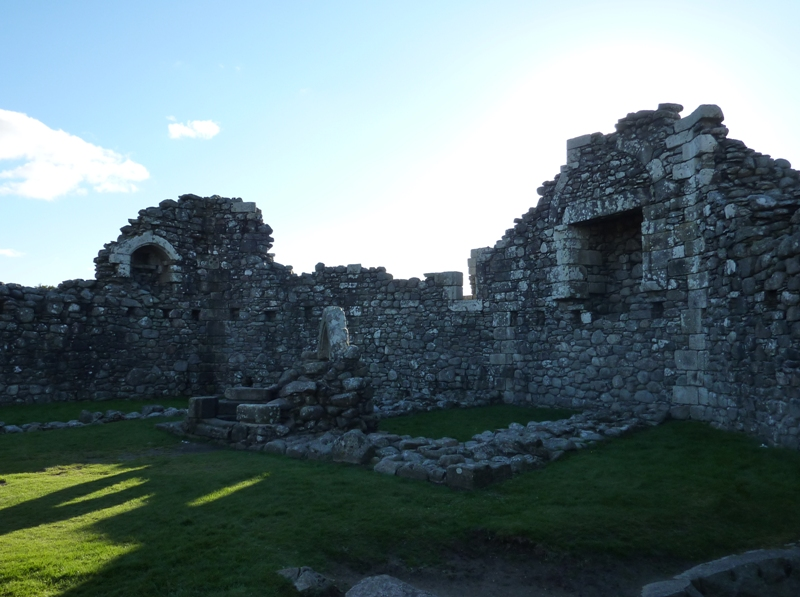
De overblijfselen van de zestiende-eeuwse donjon.

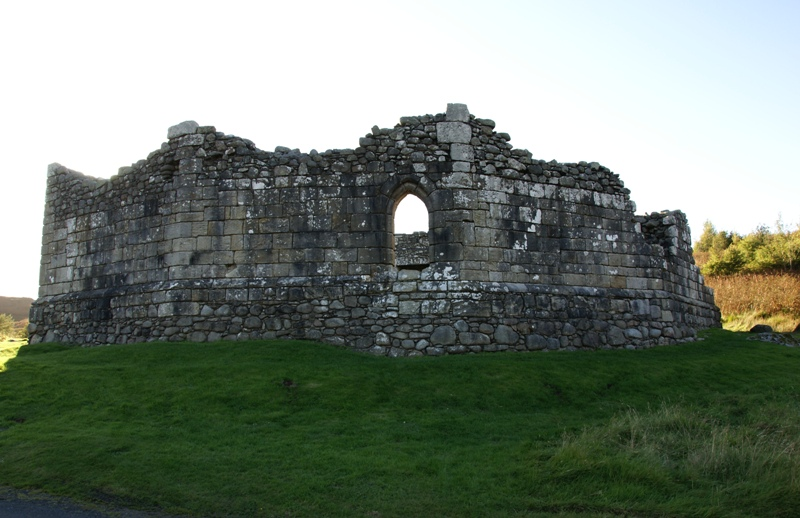
De oostelijke zijde van Loch Doon Castle met de kleinere poort

Loch Doon Castle, ook Balliol Castle genaamd, is de ruïne van een dertiende-eeuws kasteel, elf kilometer ten zuiden van Dalmellington gelegen, aan de westelijke zijde van Loch Doon in de Schotse regio East Ayrshire.

## Locatie
Loch Doon Castle stond tot 1935 op het kleine eiland Castle Island in het midden van het meer Loch Doon. In het genoemde jaar werd het waterniveau van het meer verhoogd in verband met de bouw van een hydro-elektrische installatie. Het kasteel werd van het eiland naar een plek op de westelijke oever van het meer verplaatst. Hierbij werden de funderingen niet meegenomen. Bij laag water steken deze resten deels boven het water uit.

## Geschiedenis
Loch Doon Castle werd gebouwd in de dertiende eeuw door de familie Bruce, graven van Carrick. In 1306 werd het kasteel door de Engelsen veroverd. Hierbij werd Sir Christopher Seton, de schoonbroer van Robert the Bruce gevangengenomen en later in Dumfries opgehangen. In 1314 heroverden de Schotten het kasteel.
In 1333 was Loch Doon Castle een van de vijf kastelen die in handen was van de volgelingen van David II, die streed tegen Edward Balliol. De andere kastelen waren Dumbarton Castle, Lochleven Castle, Kildrummy Castle en Urquhart Castle.
In 1510 veroverde William Crawford van Lochmores het kasteel op de familie Kennedy en stak het in brand. Het kasteel werd hersteld en opnieuw bewoond tot het in de zeventiende eeuw werd verlaten.

## Bouw
Loch Doon Castle heeft een polygonale plattegrond bestaande uit elf zijden. Het kasteel bestaat uit een polygonale ringmuur, die onder andere een zestiende-eeuwse donjon omsluit. Deze donjon bevindt zich aan de westzijde. De hoofdpoort bevindt zich aan de noordzijde, aan de oostzijde bevindt zich een kleinere poort.

## Beheer
Loch Doon Castle wordt beheerd door Historic Environment Scotland.